# ساندي سبرينغز
ساندي سبرينغز (بالإنجليزية: Sandy Springs)‏
هي مدينة في مقاطعة شمال فولتون، جورجيا، الولايات المتحدة الأمريكية، إلى الشمال من اتلانتا. وفقا لتعداد عام 2010، ساندي سبرينغز يبلغ عدد سكانها 93853.

## أعلام
- جون ريبلي فوربس
- هاريس بارتون